# Lie (Zhou-König)
Lie, König von Zhou (chinesisch 周烈王, Pinyin Zhōu Lìe wáng; ?–369 v. Chr.) war ein Herrscher der chinesischen Zhou-Dynastie: der zweiundzwanzigste der Östlichen Zhou-Dynastie. Sein persönlicher Name war Ji Xi (姬喜 Jī Xĭ).
In der Zeit seiner Herrschaft wurde der Philosoph Mengzi geboren.
| Vorgänger | Amt                                | Nachfolger |
| --------- | ---------------------------------- | ---------- |
| An        | König von Zhou 375 bis 369 v. Chr. | Xian       |

| Personendaten    | Personendaten                                                                              |
| ---------------- | ------------------------------------------------------------------------------------------ |
| NAME             | Lie                                                                                        |
| KURZBESCHREIBUNG | Herrscher der chinesischen Zhou-Dynastie: der einundzwanzigste der Östlichen Zhou-Dynastie |
| GEBURTSDATUM     | 5. Jahrhundert v. Chr. oder 4. Jahrhundert v. Chr.                                         |
| STERBEDATUM      | 369 v. Chr.                                                                                |